# Supercopa da Arábia Saudita de 2023
A Supercopa da Arábia Saudita de 2023 (também conhecida como Supercopa Diriyah da Arábia Saudita por motivos de patrocínio) foi a 10ª edição da Supercopa da Arábia Saudita, uma competição anual de futebol para clubes do sistema de ligas de futebol da Arábia Saudita que obtiveram sucesso em suas principais competições no temporada anterior.
Em 19 de fevereiro de 2022, foi anunciado que a competição passaria do formato de duas equipes para quatro equipes, o que incluiria uma semifinal. Participariam da competição os vencedores e vice-campeões da Liga Profissional Saudita e da Copa do Rei . A semifinal foi disputada em 8 de abril de 2024, e a final em 11 de abril.

## Qualificação
O torneio foi disputado entre vencedores e vice-campeões da Copa do Rei de 2022–23 (Al-Hilal e Al-Wehda) e da Liga Profissional Saudita de 2022–23 (Al-Ittihad e Al-Nassr).

### Equipes qualificadas
As quatro equipes classificadas para o torneio.
| Equipe     | Método de qualificação                               | Aparência | Última aparição como  | Anos de desempenho | Anos de desempenho |
| Equipe     | Método de qualificação                               | Aparência | Última aparição como  | Vencedor(es)       | vice-campeão       |
| ---------- | ---------------------------------------------------- | --------- | --------------------- | ------------------ | ------------------ |
| Al-Hilal   | Vencedores da Copa do Rei de 2022–23                 | 7º        | Semifinalista de 2023 | 4                  | 2                  |
| Al-Wehda   | Vice-campeão da Copa do Rei de 2022–23               | 1º        | 0 (estreia)           | –                  | –                  |
| Al-Ittihad | Campeão da Liga Profissional Saudita de 2022–23      | 4º        | Campeão de 2023       | 1                  | 2                  |
| Al-Nassr   | Vice-campeão da Liga Profissional Saudita de 2022–23 | 6 ª       | Semifinalista de 2023 | 2                  | 2                  |

## Torneio
- Os horários listados são UTC+3.

|  | Semifinal                               | Semifinal     |   |  | Final                                    | Final |  |
|  |                                         |               |   |  |                                          |       |  |
|  | 8 de abril - Estádio Al Nahyan          |               |   |  |                                          |       |  |
|  | Al-Ittihad FC                           | 2             |   |  |                                          |       |  |
|  | Al-Nassr                                | 1             |   |  |                                          |       |  |
|  |                                         |               |   |  |                                          |       |  |
|  |                                         |               |   |  | 11 de abril - Estádio Mohammed Bin Zayed |       |  |
|  |                                         |               |   |  | Al-Hilal                                 | 4     |  |
|  |                                         | Al-Ittihad FC | 1 |  |                                          |       |  |
|  |                                         |               |   |  |                                          |       |  |
|  |                                         |               |   |  |                                          |       |  |
|  |                                         |               |   |  |                                          |       |  |
|  | 8 de abril - Estádio Mohammed Bin Zayed |               |   |  |                                          |       |  |
|  | Al-Hilal                                | 2             |   |  |                                          |       |  |
|  | Al-Wehda                                | 1             |   |  |                                          |       |  |